# قراردادهای یتوریخوس-کارتر
قراردادهای یتوریخوس-کارتر (اسپانیایی: Tratados Torrijos-Carter‎) نام دو معاهده‌ای است که توسط ایالات متحده و پاناما در واشینگتن دی سی در ۷ سپتامبر ۱۹۷۷ امضا شد و جایگزین معاهده «هی-بونائو-واریلا» در سال ۱۹۰۳ شد. این دو معاهده تضمین می‌کردند که پاناما پس از سال ۱۹۹۹ کنترل کانال پاناما را به‌دست می‌آورد و به کنترلی که ایالات متحده از سال ۱۹۰۳ بر کانال اعمال می‌کرد پایان می‌دهد. این معاهده‌ها به نام دو امضاکنندهٔ آن، رئیس‌جمهور ایالات متحده، جیمی کارتر و فرمانده گارد ملی پاناما، ژنرال عمر توریخوس، نام‌گذاری شده‌اند.